# تونل سیمپلون
تونل سیمپلون (انگلیسی: Simplon Tunnel) یک تونل راه‌آهن مابین کشورهای سوئیس و ایتالیا است.
این تونل کومونه بریگ در سوئیس را به ایستگاه راه‌آهن ایزله دی تراسکورا در ایتالیا متصل می‌کند. این تونل که دارای دو مسیر رفت و برگشت می‌باشد اولین تونل آن (شرقی) در سال ۱۹۰۶ و دومین تونل (غربی) در سال ۱۹۲۱ تأسیس شده‌است.

## نگارخانه

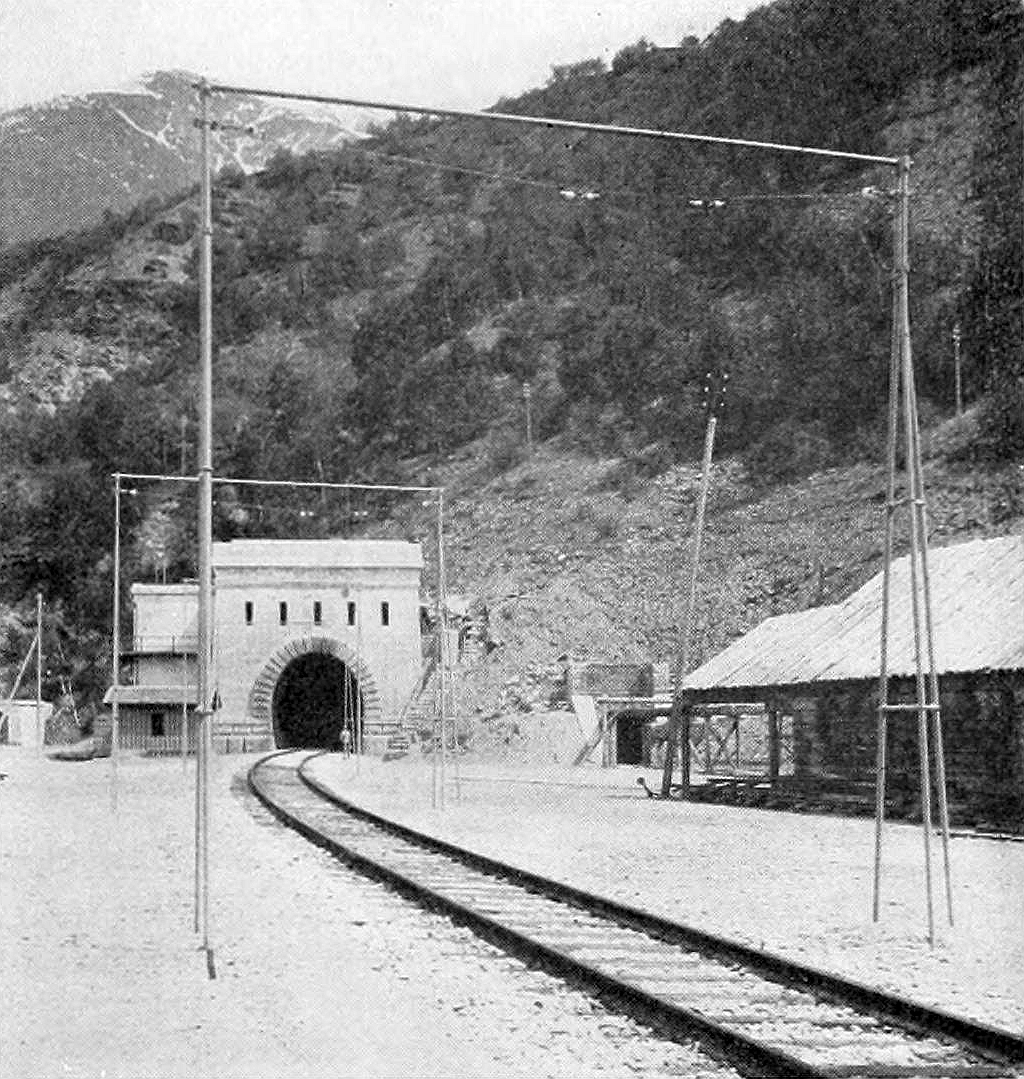
۱۹۰۶
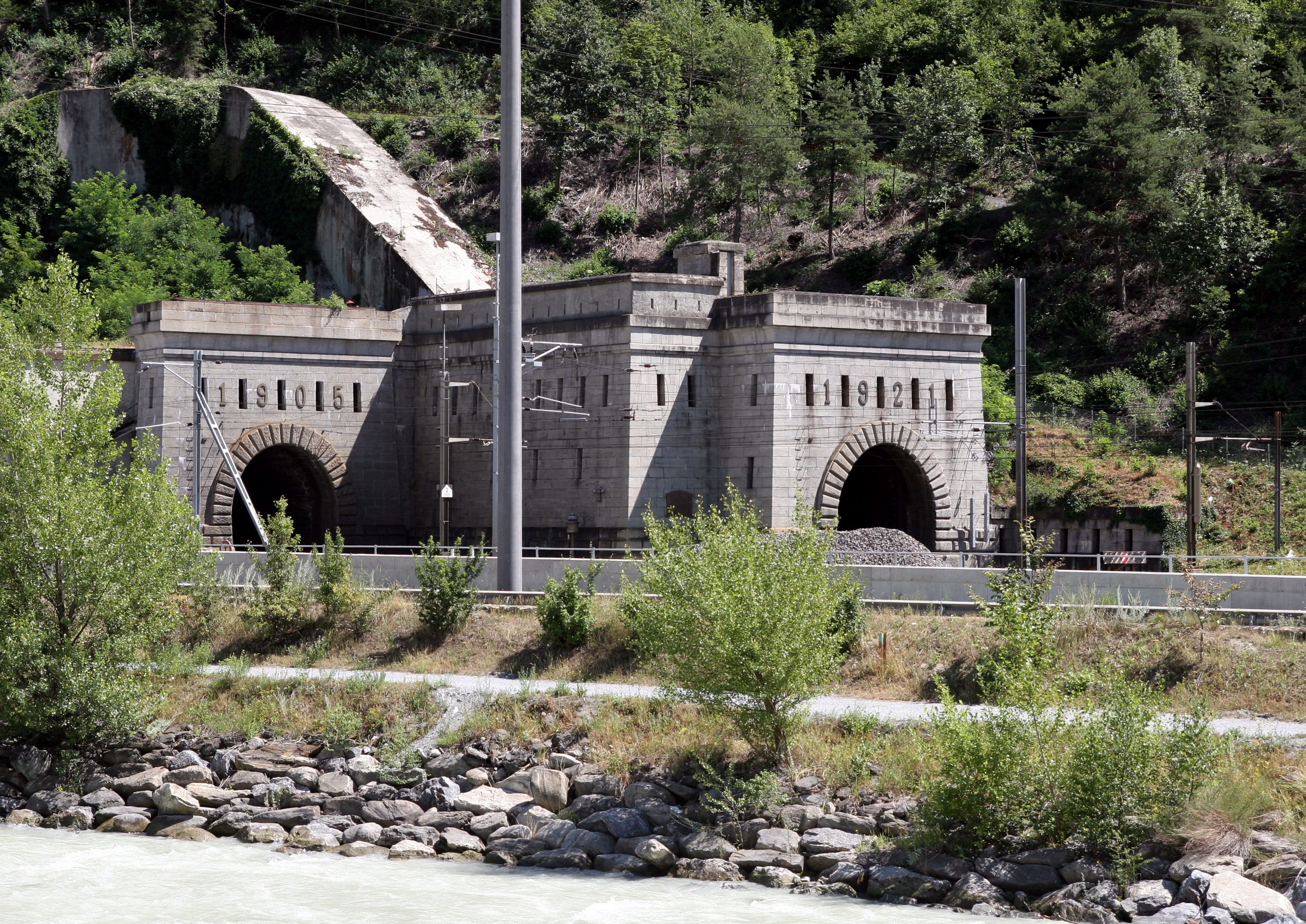
ورودی شمالی
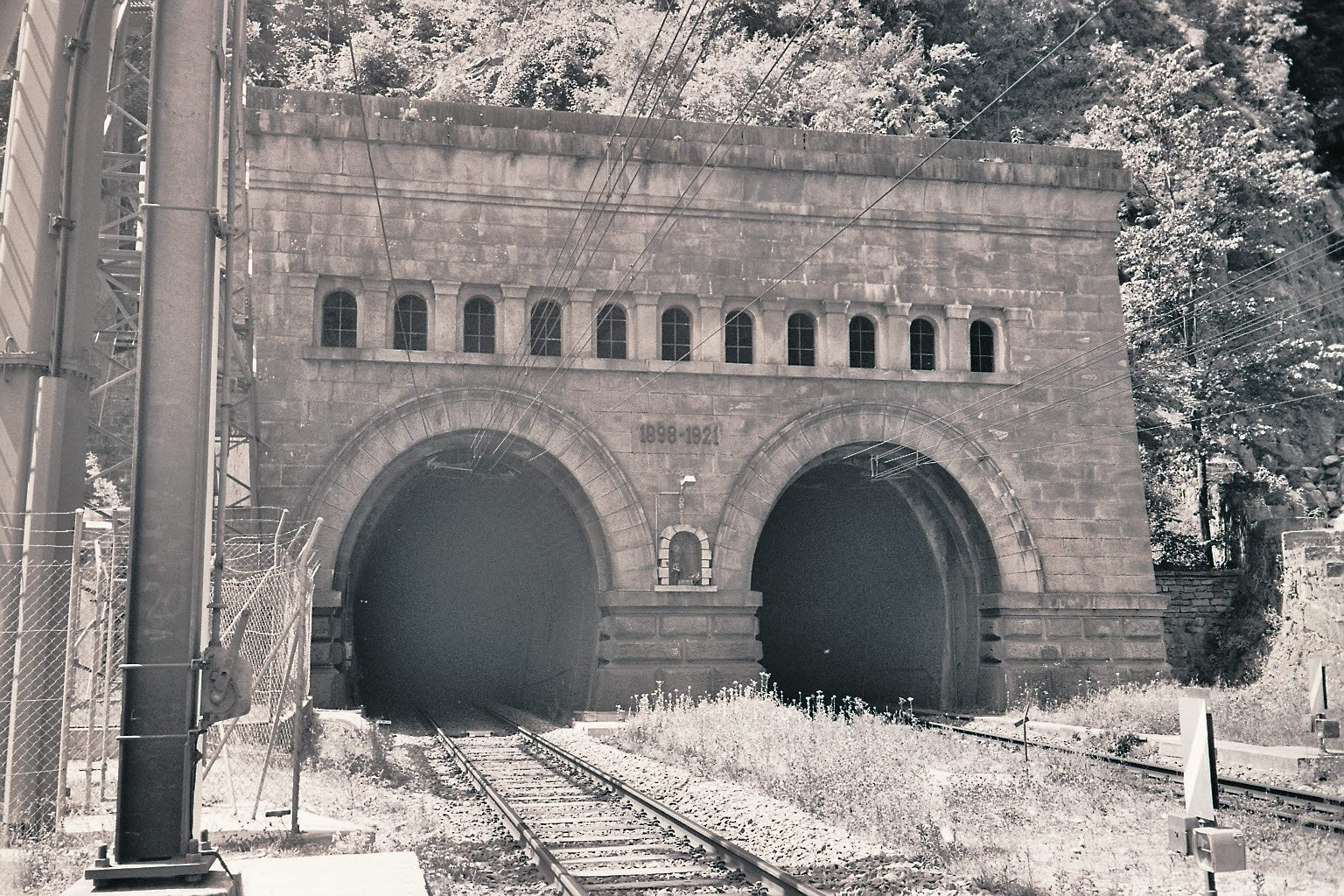
ورودی جنوبی
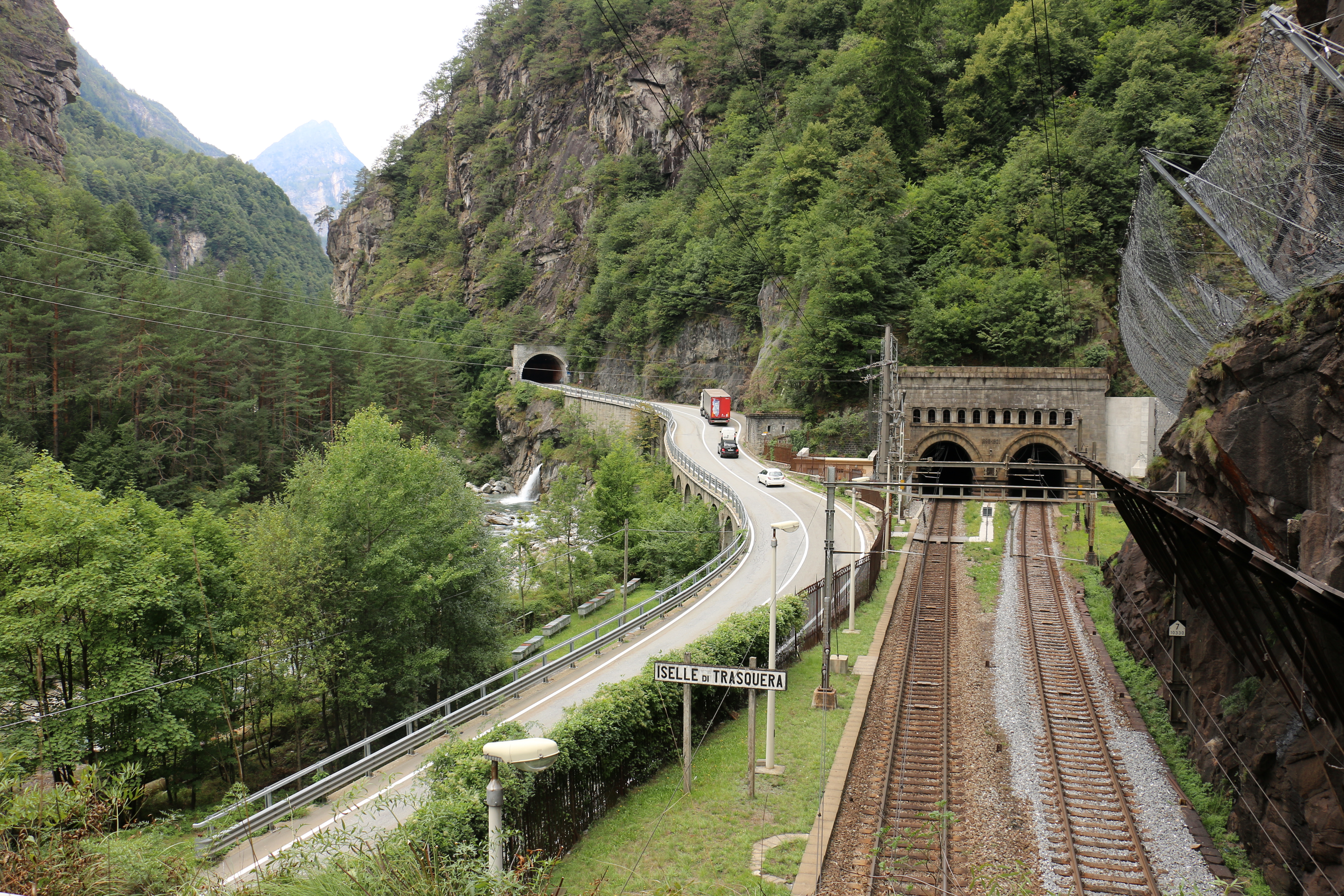
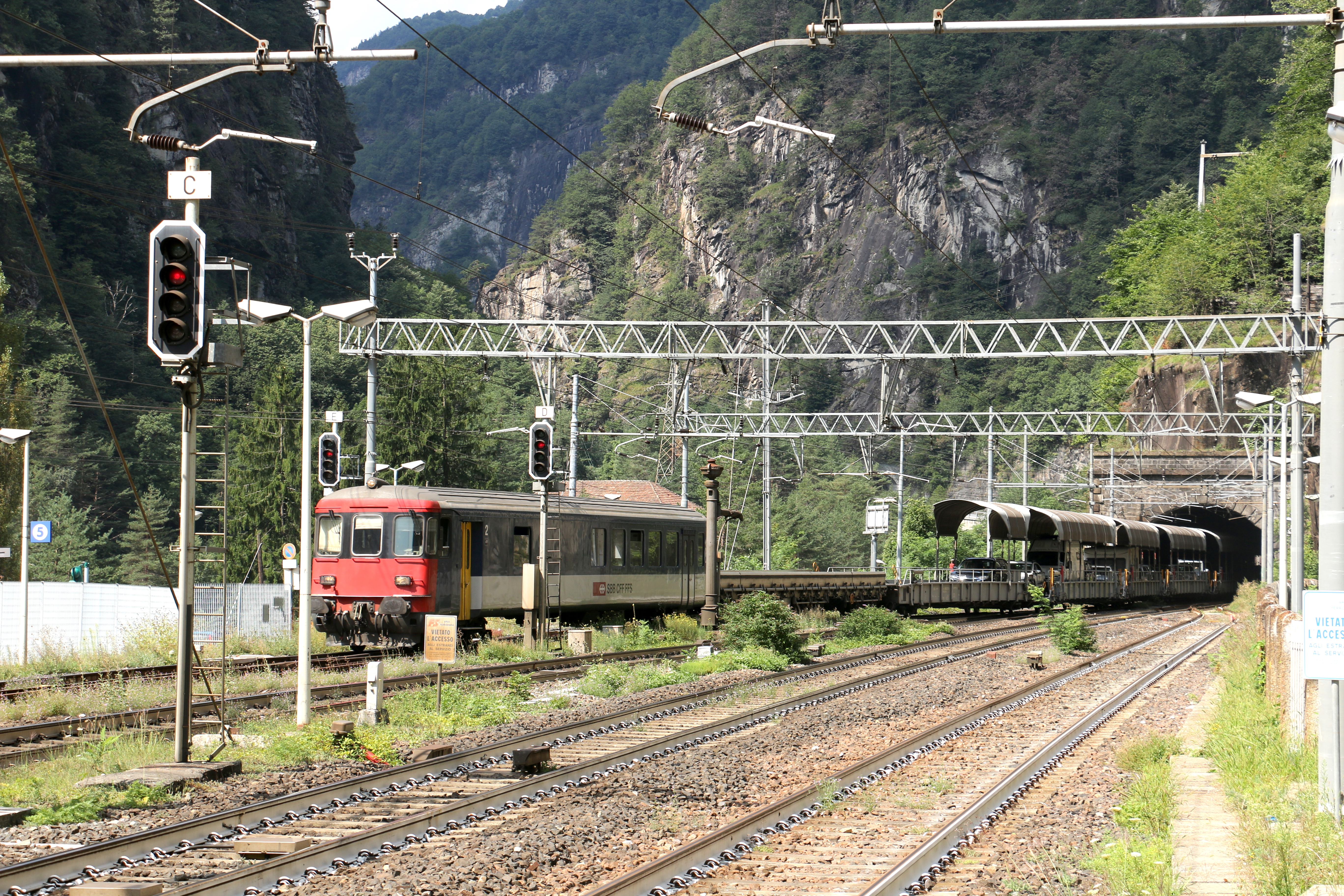